# Шоткуса (река)
Шо́ткуса — река в Ленинградской области России, левый приток Свири.
Устье реки находится в 22 км по левому берегу реки Свири. Длина реки составляет 60 км, площадь водосборного бассейна 328 км².
- В 16 км от устья, по левому берегу реки впадает река Кузома.

## Данные водного реестра
По данным государственного водного реестра России относится к Балтийскому бассейновому округу, водохозяйственный участок реки — Свирь, речной подбассейн реки — Свирь (включая реки бассейна Онежского озера). Относится к речному бассейну реки Нева (включая бассейны рек Онежского и Ладожского озера).
Код объекта в государственном водном реестре — 01040100812102000012836.